# Informator

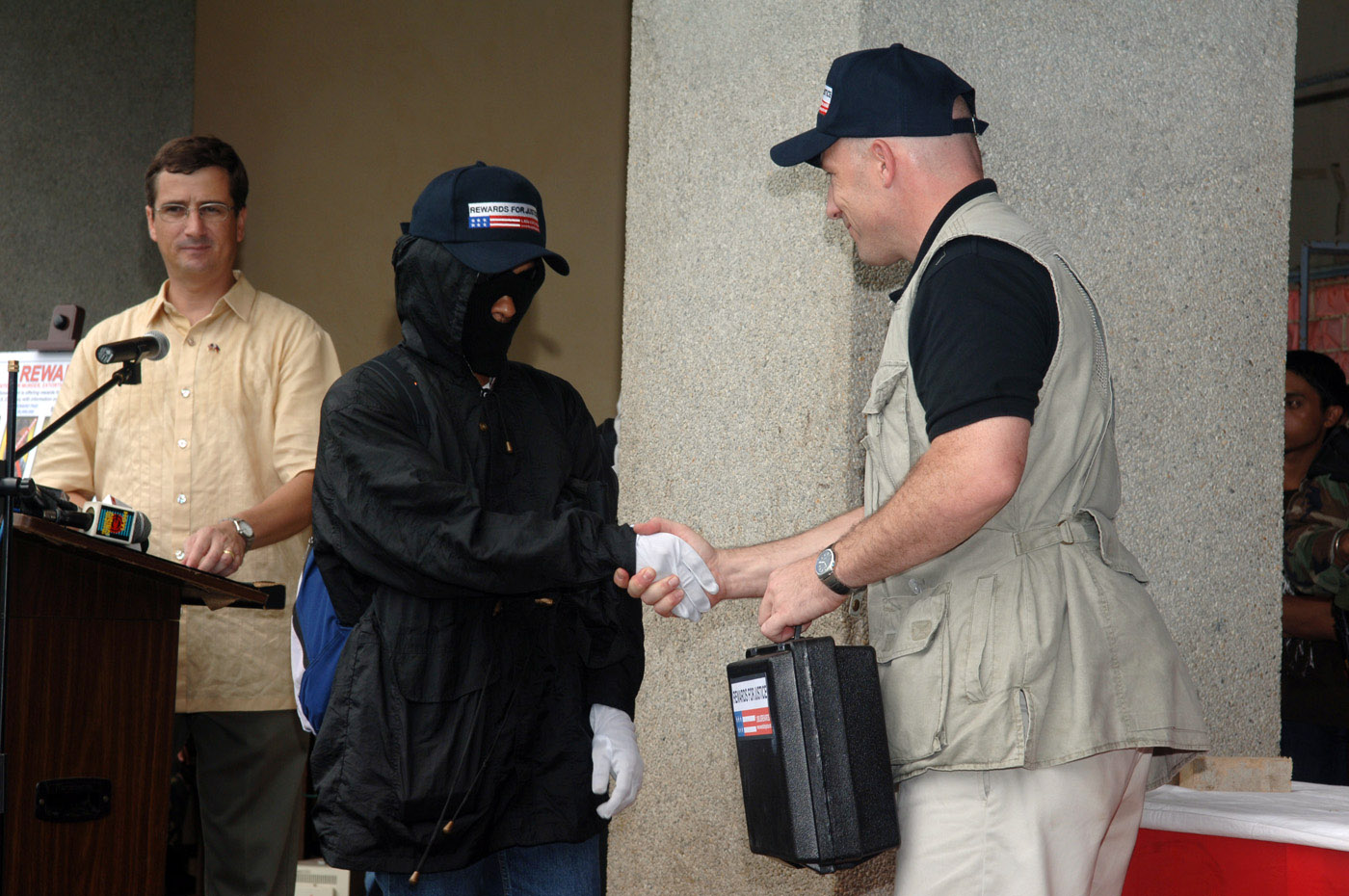
Informator (în negru) plătit pentru informațiile care au dus la neutralizarea unui terorist din Filipine.

Informator (franceză informateur), denunțător  mesager, turnător, persoană care dă sau culege informații, om al securității. Cel care dă, știri, procură, furnizează informații. În cele mai multe cazuri, spre deosebire de avertizor de integritate, informantul este dezaprobat de societate, fiind considerat ca un trădător care-și vinde concetățenii, prietenii sau colegii de serviciu.
Serviciul secret, de securitate, jurnaliștii, sau organele de poliție se folosesc de serviciul informatorilor pentru a elucida acțiuni ale persoanelor recalcitrante, ale infractorilor, teroriștilor sau organizațiilor cu activități criminale. Organele informate 
păstrează secretul asupra identității lor pentru a le asigura securitatea, față de acțiunea de răzbunare a celor divulgați de informatori.